# 郎位七
后髮座12，又名BD+26 2337，HD 107700、SAO 82273、HR 4707，是后髮座的一颗恒星，视星等为4.81，位于銀經222.5，銀緯83.4，其B1900.0坐标为赤經12h 17m 28.7s，赤緯+26° 83.4′ 4″。